# Heads-up
Heads-up is de strijd tussen twee spelers bij poker, ze spelen dus een tegen een. Met nog twee spelers  aan tafel komt een heel andere manier van spelen kijken dan wanneer er meerdere spelers aan de pokertafel zitten.
Heads-up-poker komt voor aan het einde van een toernooi wanneer er nog twee spelers over zijn uit het veld. Ook zijn er heads-up-cashgames of andere varianten waarbij er slechts twee spelers tegen elkaar spelen. Bij een volle tafel komt het vaak genoeg voor dat slechts twee spelers een hand tegen elkaar spelen ook een vorm van heads-up.

## Heads-up-waarde van de kaartcombinaties in Texas Hold'em
Bij heads-up-poker verschilt de waardering van de starthand met die aan een tafel met 6 tot 10 spelers. Omdat er minder spelers zijn is de kans dat iemand de andere domineert veel kleiner. Met domineren bedoelen we dan dat de waarde van een hand 70% of meer achter ligt op de hand van de tegenstander.
Er zijn 1326 verschillende starthanden mogelijk bij Texas Hold 'em-poker, laten we de kleurcombinaties buiten beschouwing dan zijn er 169 verschillende kaartcombinaties mogelijk.
Hier is de kans dat een speler een bepaalde kaartcombinatie krijgt:
- A-A: 1 op de 220 keer (0,45%)
- A-K: 1 op de 82 keer (1,1%)
- Twee hogere kaarten dan een J:  1 op de 10 keer

De kans op de sterkste kaart:
- A-A, wint in 84,93% van de gevallen.
- K-K, wint in 82,12% van de gevallen.
- Q-Q, wint 79,63% van de gevallen.
- J-J, wint 77,15% van de gevallen.
- A-K suited, wint 64,47% van de gevallen.
- K-Q niet suited, wint 60,43% van de gevallen.
- J-10 suited, wint 56,15% van de gevallen.
- K-4 niet suited, wint 50,23% van de gevallen.

De slechtste hand die men kan krijgen is 2-3 niet suited, want die combinatie wint maar in 29,24% van de gevallen.

## Handselectie bij heads-up in Texas Hold'em
Vaak is de beste manier om een heads-up-partij te winnen een aanvallende speelstijl. Maar tegen zeer agressieve tegenstanders is het nodig om een andere aanpak te kiezen, handselectie is dan van groot belang. 
Vooral een pair preflop is erg sterk met heads-up-poker. Een speler krijgt gemiddeld maar 1 op de 16 keer een pair in de handen. De kans dat beide spelers een pair hebben is slechts 16*16 = 256, dus 1 op 256 keer van de gevallen. Een pair staat altijd voor tegen een hand zonder pair preflop. De kans dat er een hogere pair in het spel zit is redelijk onwaarschijnlijk. Ook hoge kaarten hebben veel waarde bij heads-up-spel.

## Positiespel bij heads-up
Het in positie spelen van een hand is in alle vormen van poker een van de sterkste wapens die een speler maar kan hebben. Bij heads-up-poker is er maar één tegenstander en wordt positie alleen nog maar belangrijker. De positie in de betreeks wordt bepaald door de dealerbutton. Deze verplaatst steeds tussen de twee spelers en geeft aan wie eerst moet en wie het als tweede mag zeggen tijdens het spelen van een hand. Voor de flop is de speler die de dealerbutton voor zich heeft de small blind en de andere speler is de big blind. De small blind moet dan als eerste beslissen wat zijn actie wordt. Hij moet voor de flop het als eerste zeggen en na de flop als laatste. Bij heads-up in positie zitten betekent ook echt in positie zitten en het altijd mogen zeggen na de actie van de tegenstander.